# Ozark (Alabama)
Ozark város az USA Alabama államában, Dale megyében, melynek megyeszékhelye is. Lakosainak száma 14 368 fő (2020. április 1.).

## Népesség
A település népességének változása:

| 2010 | 14 907 |
| 2020 | 14 368 |